# Allodia truncata
Allodia truncata es una especie de mosquito del género Allodia, de la familia Mycetophilidae, orden Diptera. Fue descrita por Edwards en 1921.
Se distribuye por Eslovaquia, Alemania, Reino Unido, Estonia, Finlandia y Noruega. Fue piblicada en Diptera Nematocera from Arran and Lock Etive. Scottish Naturalist 1921: 59-61.